# Кизилюрт
Кизилюрт (вимовляється Кизил'ю́рт]; ав. Гъизилюрт, кум. Къызылюрт — «червоне село») — місто в Дагестані, Росія.
Є адміністративним центром Кизилюртівського району і міського округу місто Кизилюрт.

## Географія і клімат
Місто розташоване на річці Сулак, за 53 км від Махачкали.
Клімат
Клімат помірно-континентальний зі спекотним літом і нетривалою помірно-холодною зимою. Середня температура найхолоднішого місяця — січня −2,4 °C, середня температура найтеплішого місяця — липня +23,5 °C. Тривалість безморозного періоду 213 днів. Кількість днів зі сніговим покривом — 48.
Середні річні показники:
- Кількість атмосферних опадів 524 мм;
- Відносна вологість повітря 75%;
- Швидкість вітру 3,2 м в секунду, вітер переважно східного і західного напрямків;
- Тривалість сонячного сяйва 2083 години, число днів без сонця — 83.
- Температура повітря +10,9 °C

## Історія
Російська імперія

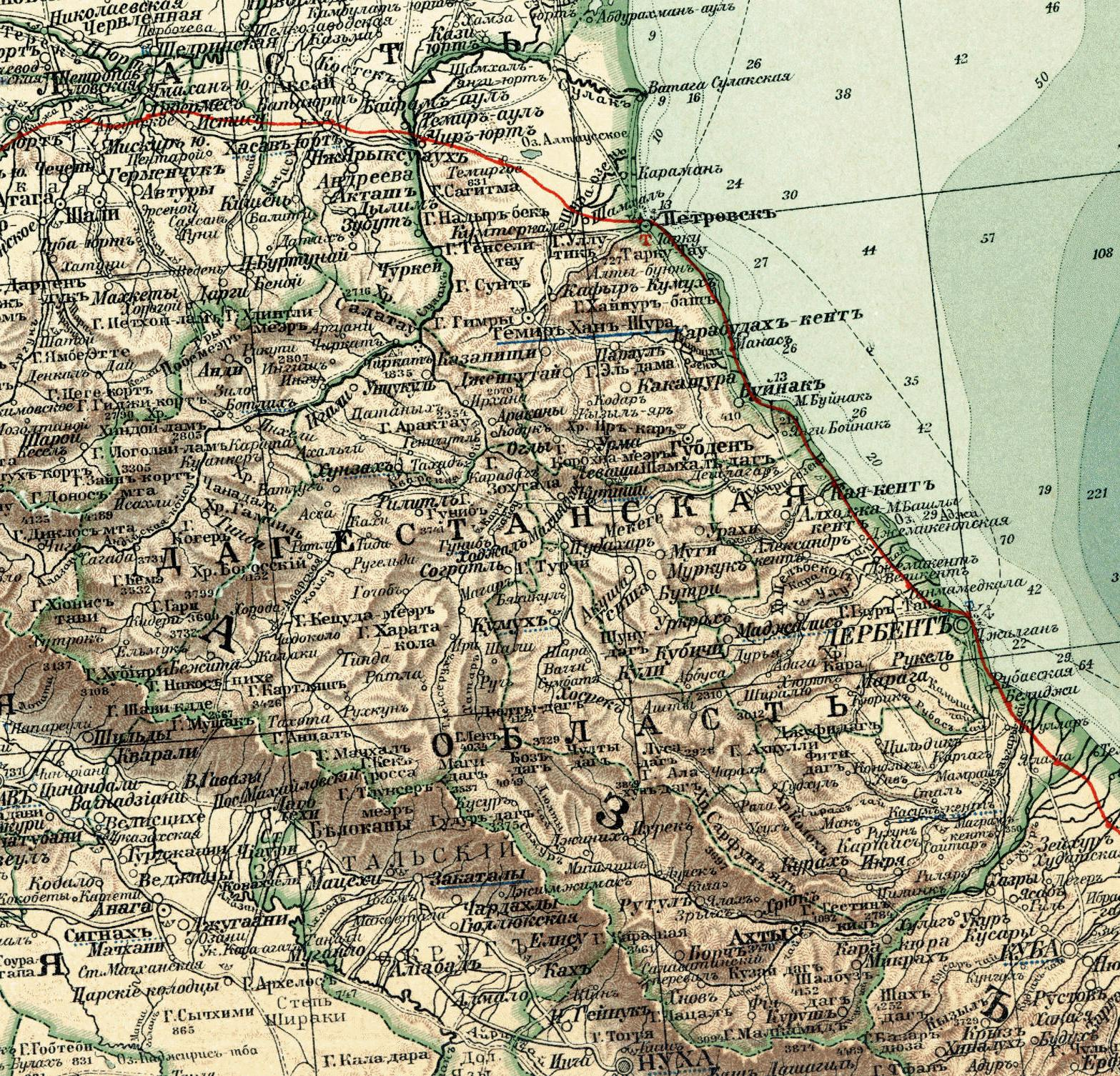
Чир-юрт на карті Дагестанської області, 1903

19 жовтня 1831 року в ході Кавказької війни російськими військами був проведений штурм укріпленого селища Чир-юрт. У штурмі брав участь поет Олександр Полежаєв, який присвятив цим подіям кілька віршів.
В 1886 у район Нижнього Чірюрта у Дагестанській області зайняли жителі з Самарської губернії, почавши займатися на місцевості натуральним господарством.
Через кілька років почалося будівництво Владикавказької залізниці. На шляху лінії Беслан — Петровськ межі Дагестанської і Терської областей по річці Сулак була закладена станція Чир-юрт. При ній оселилися працівники станції, в основному росіяни.
В 1894 році залізниця Беслан — Петровськ була відкрита.
СРСР
В 1921 році була утворена Дагестанська АРСР. До 1930-их років пристанційне поселення Чир-юрт отримало статус селища з найменуванням Червоне село. Але під такою назвою воно проіснував недовго і незабаром було перейменоване на Кизил-юрт (від кум. Къызыл юрт, Червоне село).
В 1963 році Кизилюрт отримав статус міста. Після здобуття статусу міста було декілька проектів по найменуванню. Пропонувалися назви Сулакоград і Вишневський (на честь академіка О. В. Вишневського, який народився у сусідньому селі Новоолександрівка).

## Населення
Населення — 34 162.
Національний склад
За Всеросійського перепису населення 2010 року:
| Народ         | Чисельність, чол. | %      |
| ------------- | ----------------- | ------ |
| Аварці        | 23382             | 70,88% |
| Кумики        | 3915              | 11,87% |
| Лакці         | 1760              | 5,34%  |
| Росіяни       | 1250              | 3,79%  |
| Лезгини       | 956               | 2,9%   |
| Даргинці      | 839               | 2,54%  |
| Чеченці       | 310               | 0,94%  |
| Інші          | 519               | 1,57%  |
| Чи не вказали | 57                | 0,17%  |
| Всього        | 32988             | 100,0% |

## Освіта
У місті 8 загальноосвітніх шкіл, у них навчається 6589 учнів, 10 дошкільних закладів, у них 1575 дітей, 2 дитячо-юнацькі спортивні школи, 2 будинки творчості, навчально-виробничий комбінат, станція юних техніків. В освітніх установах міста працюють 1560 осіб, з них 590 вчителів.

## Культура
У місті та селищах функціонують Міський Будинок Культури, 1 парк культури і відпочинку, 2 школи мистецтв на 433 учнів, 1 музична школа на 379 учнів, 1 Художня школа на 154 учнів, Централізована бібліотечна система з 6 філіями загальним книжковим фонд ом 11300 екз.

## Економіка
Підприємства
- АТ «Дагелектроавтомат»
- АТ «Дагнеруд»
- Щебенево завод № 4
- Щебенево завод № 1
- ВАТ «Дагнефтьіндустрія»
- ВАТ «Поліграфмаш»
- Каскад Сулакської ГЕС
- ТОВ «Холод»
- ТОВ «Аком»
- ВАТ «Лелека»
- АТ «СУ-900»
- Керамзитовий завод
- БМУ −2 ВАТ «Чіркейгесстрой»
- Каспій СГЕМ
- ТОВ «ЕВНА»

  ТОВ «ЮГ-СГЕМ»

## Транспорт
Місто розташоване на залізниці «Ростов — Баку». На півдні міста проходить дорога М 29 «Кавказ».

## Туризм
Місто Кизилюрт являє собою дуже зручне місце для розміщення баз туристичних маршрутів, провідних в довколишні пам'ятки: водосховище унікальної Чиркейської ГЕС, каскад Сулакської ГЕС, місця лову риби та полювання на річці Сулак і околицях тощо.